# قاسم محمد الرجب

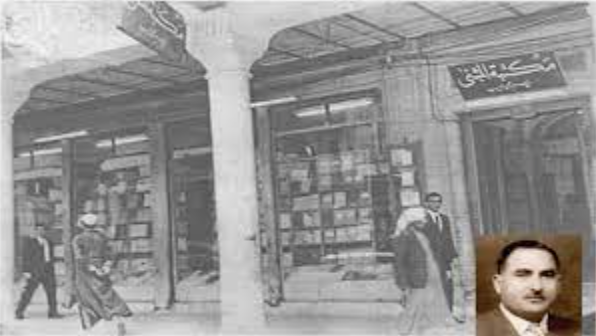
مكتبة المثنى

وهو أبو محمد قاسم بن محمد بن رجب ابن الحاج قاسم الأعظمي، أديب وكاتب ومؤلف عراقي، ينتمي لقبيلة العبيد العربية القحطانية الحميرية، وأهل مدينة الأعظمية في بغداد أغلبهم من أبناء هذه القبيلة. ولد في بغداد عام 1338هـ/1919م، ونشأ في الأعظمية وتعلم القرآن وهو صغير ثم أكمل دراسته الابتدائية، واشتغل في (المكتبة العربية) الشهيرة في سوق السراي لصاحبها نعمان الأعظمي، ولعدة سنوات، وكان ذكياً يحب مطالعة الكتب ويستمع إلى زوار (المكتبة العربية) وجلاسها حين يبدون آرائهم في الكتب ودرجاتها وأهميتها، وبرع في عملهِ، واكتسب خبرة في تصريف الكتب، ثم انفصل عن أستاذه، وافتتح مكتبة صغيرة في سوق السراي سماها (مكتبة المعري)، عام 1935م وهو شاب، ثم غير اسمها إلى (مكتبة المثنى)، ثم نمت المكتبة وتوسعت حتى صارت من أشهر دور الكتب في الوطن العربي.

## من إنجازاته
- قام قاسم الرجب بطبع أمهات الكتب والمصادر العربية والإسلامية وأعاد طبعاتها الأولى، ويسرها للباحثين والدارسين بعد أن أصبحت نادرة، وكان خبيراً واسع المعرفة بالمصادر الأجنبية العلمية منها والأدبية، وخبيراً منقطع النظير بالمخطوطات النادرة والنسخ الغربية ومواضع وجودها.
- أصدر مجلة (المكتبة) وهي مجلة شهرية تعني بأخبار التراث وتحقيقهُ ونشره، ونشر فيها قوائم مكتبة المثنى ومذكراته عن سوق السراي، كما نشر فيها بقلمهِ تعقيبات وملاحظات على كتاب تاريخ الأدب العربي لمؤلفهِ (بروكلمان) في عدةِ حلقات بين فيها أوهامه في أسماء الأعلام وعناوين الكتب وعدد الأجزاء وتواريخ الوفيات.
- قام بنشر ملاحظاتهِ عن كتب بعض المؤلفين ومنهم الدكتور عمر فروخ وقد شكرهُ على ملاحظاتهِ وأشاد بها.
- كان مرجعاً علمياً لطلاب العلم والباحثين فكانوا يرجعون إليهِ فيخبرهم بالمصادر والمراجع المهمة التي لها صلة ببحوثهم ودراستهم. حيث كانت لهً قوة ذاكرة بأسماء الأعلام وتواريخ الوفيات، حتى شبهوه بالموسوعة.
- ساهم في الكثير من النشاطات الثقافية المفيدة للمجتمع ومنها مساهمتهُ في إنشاء جمعية منتدى أبي حنيفة، حيث كان من الأعضاء المؤسسين لها ولقد أهدى لمكتبة الجمعية كثيراً من الكتب التي تولى طبعها ونشرها.[2]

## وفاته
توفي قاسم الرجب بالسكتة القلبية في بيروت يوم الإثنين 9 ربيع الأول 1394 هـ/1 أبريل 1974م. ونقل جثمانهُ إلى بغداد، ودفن في مقبرة الخيزران بجوار قبر صاحبهِ وصديق عمرهِ الخطاط هاشم محمد البغدادي، قرب مرقد الشيخ أبي بكر الشبلي.